# Propergol sòlid
Un  propergol sòlid  és una barreja homogènia d'oxidants i reductors els components del qual es presenten en forma sòlida.
Igual que els altres propergols, el propergol sòlid és una font d'energia termoquímica que s'utilitza en determinats vehicles com a mitjà de propulsió, i que no necessita l'aire atmosfèric per funcionar. Alguns coets utilitzen el motor de combustible sòlid per desplaçar-se. A diferència dels altres propergols, un cop s'ha iniciat la reacció termoquímica de la combustió en el propergol sòlid, aquesta ja no es pot aturar fins que hagi finalitzat completament.
Els propergols sòlids es classifiquen en:
- propergols sòlids homogenis: són aquells que estan constituïts essencialment per un únic compost químic com ara la nitrocel·lulosa i els nitrats orgànics.
- propergols sòlids compostos: són aquells que estan constituïts per dos components íntimament lligats. Aquests components són:
  - Un comburent que actua com a oxidant, com el perclorat d'amoni o el nitrat de potassi.
  - Un combustible que actua com a reductor, com pot ser un cautxú sintètic, un sucre, o un metall reductor.

El propergol sòlid es combina juntament amb altres productes afegits com estabilitzadors, catalitzadors, opacadors, retardadors i inhibidors i es presenta com un bloc sòlid i rígid, generalment en forma cilíndrica o tubular al que es denomina gra.